# Pascal Zuberbühler
Pascal Zuberbühler (Frauenfeld, 8 januari 1971) is een Zwitsers voormalig voetbaldoelman. Hij beëindigde zijn loopbaan in 2011 bij Fulham FC.

## Interlandcarrière
Zuberbühler speelde in totaal 51 interlands voor Zwitserland. Onder leiding van toenmalig bondscoach Roy Hodgson maakte hij zijn debuut op 6 september 1994 in een vriendschappelijke wedstrijd in Sion tegen de Verenigde Arabische Emiraten, die met 1-0 gewonnen werd dankzij een doelpunt van Alain Sutter. Zuberbühler trad na 63 minuten aan als vervanger van de toenmalige eerste keuze Marco Pascolo. Andere debutanten in dat duel waren Murat Yakin (Grasshoppers), Giuseppe Mazzarelli (FC Zürich) en Pascal Thüler (Grasshoppers).

## Erelijst
FC Basel
- Zwitsers landskampioen

2002, 2004, 2005
- Zwitserse beker

2002, 2003